# Hasta la vista (Hurricane)
Hasta la vista è un singolo del gruppo musicale serbo Hurricane, pubblicato il 7 febbraio 2020. Il brano è scritto e composto da Kosana Stojić e Sanja Vučić.
Il 1º marzo 2020 con Hasta la vista le Hurricane hanno vinto Beovizija, la selezione serba per l'Eurovision Song Contest 2020, diventando le rappresentanti eurovisive nazionali. Sono state le più votate dalla giuria e le preferiti dal pubblico serbo.

## Tracce
1. Hasta la vista – 3:01